# Wasigny
Wasigny é uma comuna francesa na região administrativa de Grande Leste, no departamento das Ardenas. Estende-se por uma área de 9,98 km². Em 2010 a comuna tinha 331 habitantes (densidade: 33,2 hab./km²).